# 北京市私立汇佳学校
北京市私立汇佳学校是坐落于北京市昌平区的一所民营性质的学校，其创办日期为1993年7月7日汇佳私立小学的设立。是中国第五个国际文凭成员校。董事长为王志泽，现任执行校长杨承。学校校址位于北京市昌平区怀昌路，校训为“做一个伟大的中国人”。北京市私立汇佳学校通常指代的是汇佳小学部、初中部、高中部的集合，并且是是中外籍学生同校就读的走读兼寄宿制学校。
学校官网：https://www.huijia.edu.cn/ （页面存档备份，存于）
学校维基：https://huijia.fun/

## 历史
汇佳学校的前身为1993年开学的昌平县私立汇佳小学，是1949年后昌平第一所私立小学，最初校址为在十三陵乡临时租用的天寿山饭店，1994年9月15日开始有外籍教师执教。1995年3月28日经北京市教委批准增设高中部，更名为北京市私立汇佳学校，同年8月由天寿山饭店迁至白浮桥东侧、京密引水渠北侧龙凤山下新址（原水利局职工子弟学校所在地）。
1996年12月11日，汇佳学校获国家外国专家局批准成为外国文教专家聘请单位，开始正式聘请外教，1997年9月3日经北京市教委、市外办批准，获得招收在华外籍人员子女入学资格。1997年10月20日，汇佳学校被国际文凭组织正式批准为成员学校，获准开设國際文憑大學預科課程。1998年，汇佳学校开设首届国际文凭班。
1998年，汇佳学校因为IB课程的实施遇到了家长的质疑和不满，十几位家长带头了共计60余位家长，将汇佳学校告上法庭，他们认为汇佳的IB课程没能让学生学到任何东西。这场官司虽然最终以学校胜诉告终，IB课程得以继续实施。但是王志泽还是心平气和地为这些学生办理了退学手续，并将学费退给家长。接下来的几年里，汇佳IB教育一直在赔钱，但王志泽却坚信一定能够得到市场的认可。最终，70多个汇佳的第一届IB学生中，有60多个退了学，仅剩11位留在了汇佳学校。
1999年10月，汇佳学校与伊顿公学结为友好学校，与加拿大加里布大学（现汤普森河大学）结为姊妹校。
2000年1月，汇佳物产公司以汇佳学校、幼儿园、汇佳职业技术学校等为主体组建汇佳教育机构，同年2月将位于昌平创新路20号的北京辅仁外国语大学并入汇佳教育机构。

### 2023年8月 - 设立新校区“未来空间”
2014年3月，汇佳学校未来空间校区的建设正式启动，作为汇佳学校的汇佳科教园校区的扩建校区区域。未来空间校区的规划不仅着眼于满足学校日益增长的教育需求，还融入了先进的教育理念和现代化的设计思路。
2018年11月8日，汇佳学校发布了未来空间校区的宣传片。“工业革命时代以后形成的，标准化的培养人的模式，已经不能适应对未来人才的需求了。”——王志泽在宣传片里这么说道。
2023年7月6日，汇佳学校建校三十周年校庆之际，未来空间校区首次正式对公众亮相。这一天，学校举办了一系列庆祝活动，邀请了众多师生、家长、校友以及社会各界人士共同见证这一重要时刻。
有多名学生在参观未来空间校区后表示：尽管校区规模宏大且装修豪华，但其设计风格却让人联想到网络都市传说中诡异的“后室”风格，同时仍有大量区域尚未竣工或启用。
因此，在未来空间校区开放后，汇佳学校的学生群体中，掀起了探索校区的风潮，甚至连续三次被发现未竣工或启用的建筑物中的逃学路线。汇佳探索校区风潮连着几次惊动汇佳学校管理层，最后，他们封锁了部分未竣工或启用的建筑物和区域。
汇佳学校的未来空间校区的探索校区风潮甚至引发了一个在汇佳学生群体中新的流行的创作系列——Unifiedrooms汇室，在汇佳学生网站HUIJIA FUN上发布，目前该二创体系已随着汇佳2021届IB学生于2024年6月6日毕业后形式消失，并留下了部分烂尾页面没能完善。
《Unifiedrooms 汇室》设定系列的网址：https://huijia.fun/Unifiedrooms

## 创作题材
在汇佳学校里，有许多在网上正在传播的滑稽的各类视频，这些视频在2021年至2024年在音MAD社区中引起了小规模的热潮。在2023年，汇佳学校的学生们创立了汇佳学校的创作组织——Plurimod学生会 / HUIJIA FUN · 信息编辑部，创作作品涉及小说、音MAD、音乐等题材。汇佳学校学生维基HUIJIA FUN便是该团体建立的，上面存档着各类关于汇佳学校的信息，其中便包括汇佳学校的创作档案库。该组织正在持续在他们的网站HUIJIA FUN上发布并存档该组织及汇佳学园的重要作品。

### 作品集
HUIJIA FUN的二创区的链接：https://huijia.fun/%E4%BA%8C%E5%88%9B
收集和整理各类与汇佳有关影像素材资源的空间：https://huijia.fun/%E7%B4%A0%E6%9D%90